# Lituania en los Juegos Olímpicos de Vancouver 2010
Lituania estuvo representada en los Juegos Olímpicos de Vancouver 2010 por un total de 6 deportistas que compitieron en 3 deportes.  
La portadora de la bandera en la ceremonia de apertura fue la esquiadora de fondo Irina Terentjeva. El equipo olímpico lituano no obtuvo ninguna medalla en estos Juegos.